# Langevensche Loop
De Langevensche Loop (ook: Langevense Loop) is een gegraven waterloop die dient om landbouwgebied te ontwateren.

## Ligging

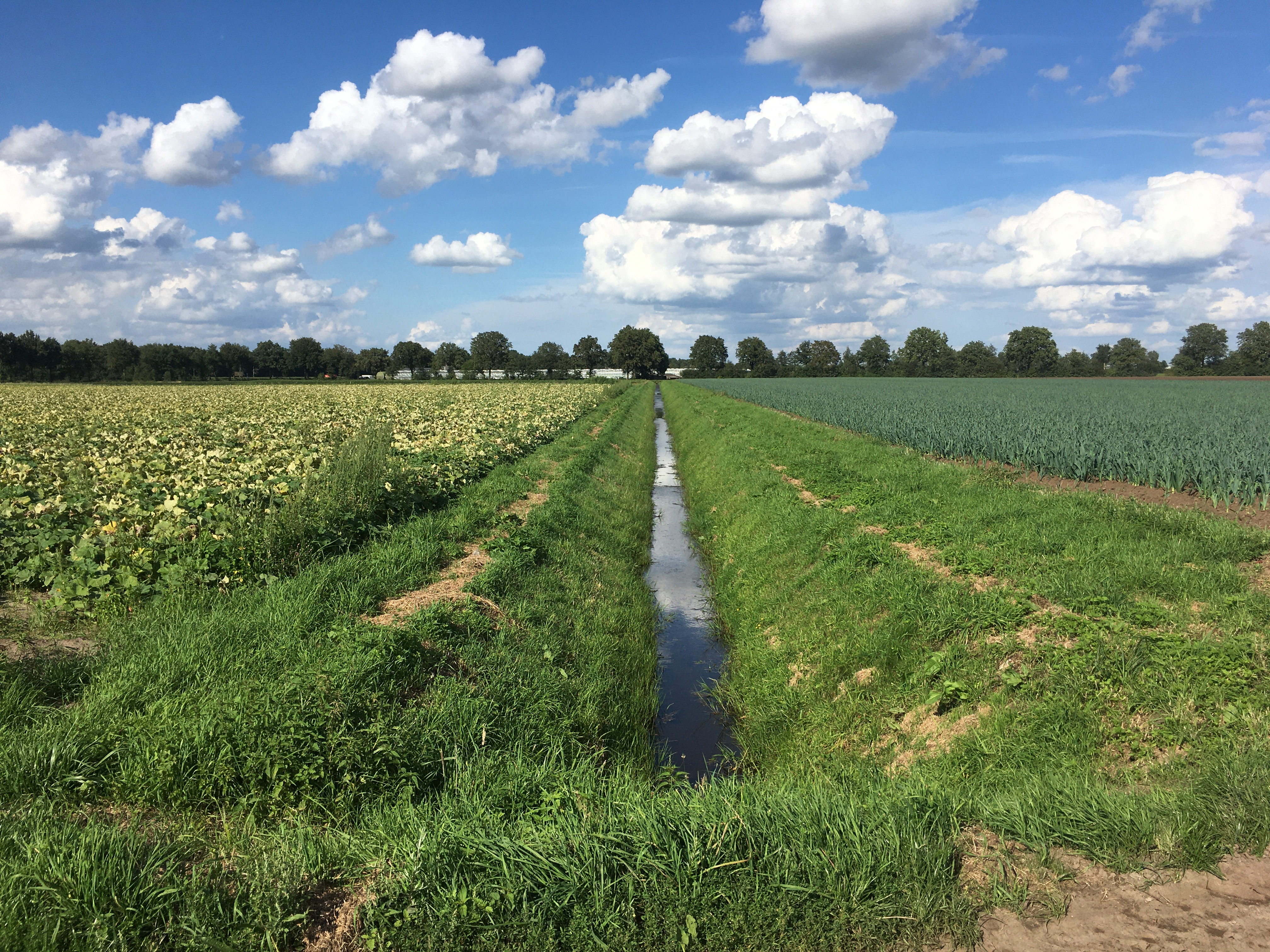
De Langevense Loop vlak bij Ulfterhoek richting het noordoosten. In de verte voert van rechts naar links de Sint-Jorisweg.

De ongeveer 8 kilometer lange beek begint nabij de buurtschap Ulfterhoek, behorend tot Sevenum. Hij stroomt in noordoostelijke richting, oostelijk langs de Reulsberg. 
Ten oosten van Melderslo buigt de beek rechtsaf richting een natuurgebied genaamd Schuitwater en heet vanaf daar Broekhuizer Molenbeek. 
Deze aftakking wordt in 2024 afgesloten om gebiedsvreemd water te weren uit het schuitwater. De bergings- en afvoercapaciteit van de Boabel wordt hiervoor vergroot.

Een aftakking van de Langevense Loop, de Boabel, stroomt noordelijk om het Schuitwater heen om ook te monden in voornoemde Broekhuizer Molenbeek. De laatste beek is mogelijk deels van natuurlijke oorsprong en watert uit in de Maas.
Van de vissen kunnen bermpje en kleine modderkruiper worden genoemd.